# Classen-Gruppe
Die Classen-Gruppe (W. Classen GmbH & Co. KG) ist eine deutsche Unternehmensgruppe in der Wand- und Bodenbelags- sowie Baustoff- und Türenindustrie mit Sitz in Kaisersesch. Der Konzern hat sich auf Laminatboden sowie nachhaltige Bodenbeläge spezialisiert und ist White-Label-Lieferant für weltweite Baumarktketten. Die Classen Gruppe hat ihren Hauptsitz in Kaisersesch und Standorte in Baruth und Rybnik.

## Geschichte
Der Konzern wurde 1962 von  Hans Jürgen Hannig als Baustoffhandelsunternehmen unter dem Namen „Baues & Co. GmbH“ gegründet. Der Fokus war zunächst der Holzhandel, weitete sich jedoch später auf zusätzliche Geschäftsfelder aus.
Im Laufe der Jahre kaufte Hannig branchenähnliche Unternehmen auf und führte diese 1994 zu der Classen Gruppe zusammen. Parallel startete das Unternehmen die eigene Herstellung von Laminatböden in Kaisersesch und eröffnete 2005 einen Produktionsstandort für Türen und Türzargen in Zwanowice. Die Produktion von Bodenbelägen weitete sich aus und 2006 eröffnete in Baruth das damals größte integrierte Laminatwerk der Welt. Seitdem produziert das Unternehmen White-Label-Produkte für die weltweit größten Baumarktketten.
Die Classen Gruppe entwickelte in Kooperation mit unterschiedlichen Partnern Techniken. Zu den größten Innovationen gehört das 2006 patentierte Megaloc Schnell-Verlegesystem, das die einfache Verbindung und Verriegelung zweier Laminatdielen ermöglichen soll. 2012 führte das Unternehmen als einer der ersten Bodenhersteller den industriellen Digitaldruck ein und startete die Produktion von Ceramin, einem polymerbasierten und PVC-freiem Bodenbelag, der einen neuen Wirtschaftszweig für das Unternehmen darstellte. 2018 brachte die Classen Gruppe mit Ceramin Kunststoffbodenbeläge auf den Markt, die durch den blauen Engel zertifiziert wurden.

## Konzernstruktur

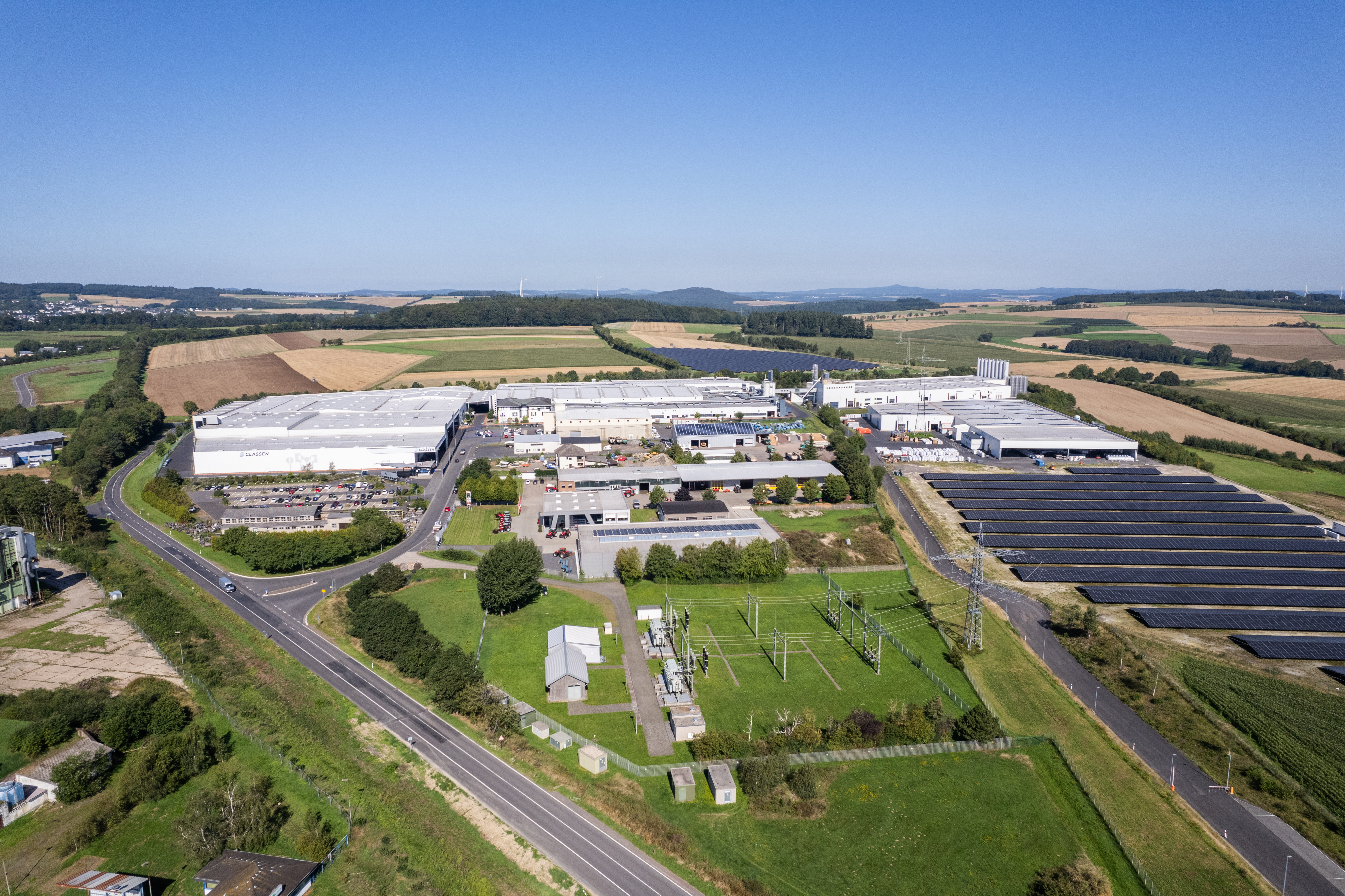
Das Laminatwerk in Kaisersesch

- Akzenta Vertriebs GmbH
- Classen Holz Kontor GmbH
- Classen Industries GmbH
- Classen Vertriebs GmbH
- Dispoline GmbH
- Wiparquet Innenausbausysteme GmbH

## Produkte

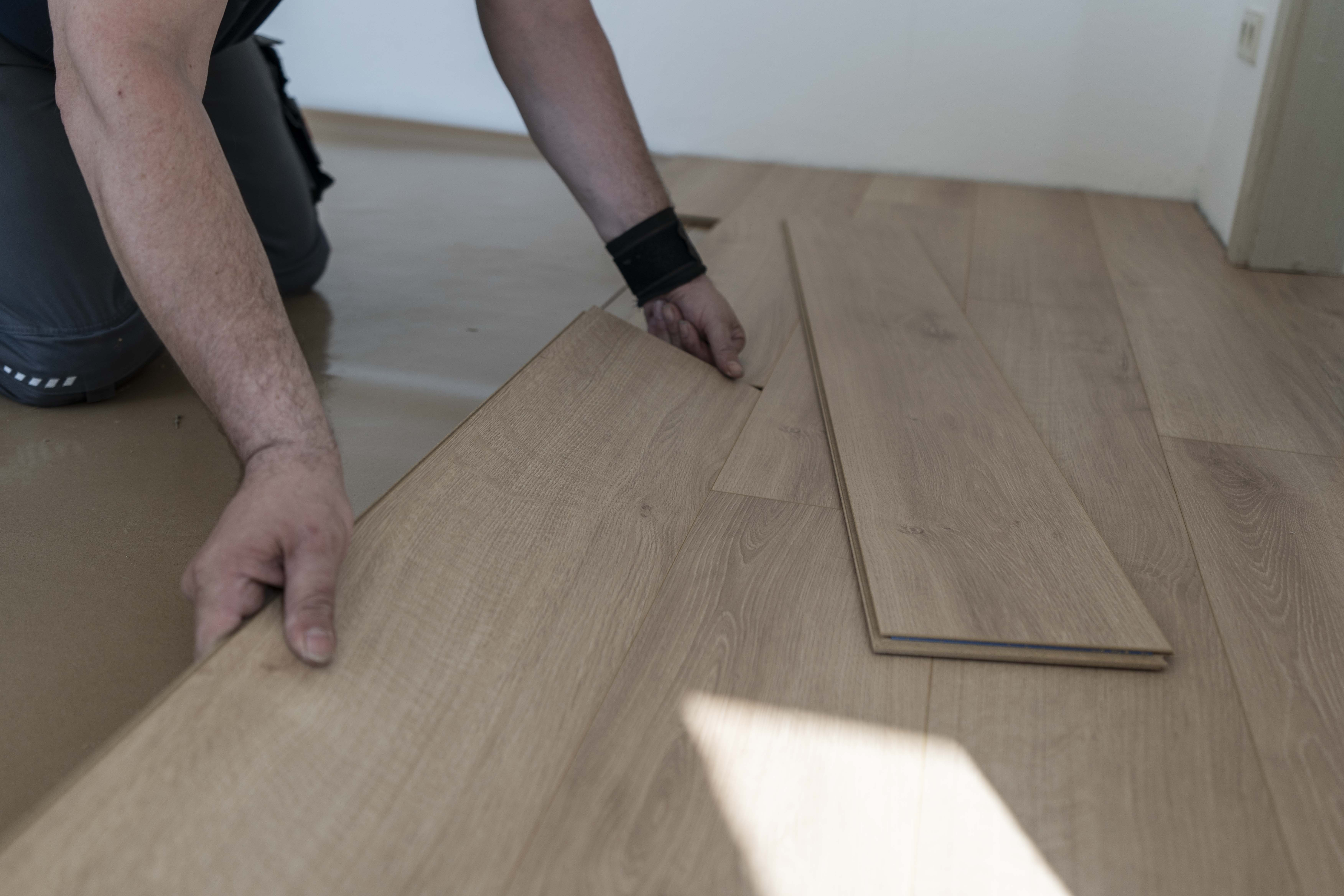
Laminatboden der Classen Gruppe

Der größte Produktbereich der Classen Gruppe ist weiterhin das Laminatbodengeschäft. Zu den erfolgreichsten Produkten zählt Uberwood – ein Hybridboden zwischen Vinyl- und Laminat, der mit Nutzungsklasse 33 und Abriebklasse 5 eine hohe Widerstandsfähigkeit und Wasserresistenz aufweisen soll. Das Design soll das Aussehen natürlicher Holzböden imitieren.
Die Produktreihe Visiogrande bezeichnet die wasserresistente Laminatfliese der Classen Gruppe. Durch Digitaldrucktechnik erhält der Bodenbelag verschiedene Struktur- und Oberflächendesigns und ist mit einem patentierten Schnell-Verlegesystem ausgestattet.
Ceramin ist ein PVC-freier Designboden. Dafür entwickelte der Hersteller einen Werkstoff, der keine Weichmacher oder PVC verwendet und der zu 100 % recyclebar sein soll. Das Sortiment wurde mit der Fliesenalternative Ceramin Tiles und dem verklick- oder verklebbaren Bodenbelag Nuva erweitert.